# Telheiras
Telheiras – stacja metra w Lizbonie, na linii Verde. Oddana została do użytku w dniu 2 listopada 2002 roku, w ramach rozbudowy tej linii do obszaru Telheiras.
Stacja ta znajduje się między Rua Prof. Francisco Gentil i Estrada de Telheiras, obok Azinhaga do Areeiro. Projekt architektoniczny jest autorstwa Duarte Nuno Simõesa i artysty Eduardo Batarda. Podobnie jak najnowsze stacji metra w Lizbonie, jest przystosowana do obsługi pasażerów niepełnosprawnych.